# Austrostelis flava
Austrostelis flava là một loài Hymenoptera trong họ Megachilidae. Loài này được Friese mô tả khoa học năm 1925.